# Iglesia de Santa María (Studley)
La iglesia de Santa María en Studley Royal (en inglés: St Mary's, Studley Royal), es una iglesia victoriana neogótica inspirada en el estilo gótico inglés por William Burges. Está ubicada en los terrenos del Parque de Studley Royal, lugar declarado Patrimonio de la Humanidad y próxima a la abadía de Fountains en Yorkshire del Norte, Inglaterra. Su construcción fue encargada por George Robinson, marqués de Ripon en recuerdo de su cuñado Frederick Grantham Vyner. Es una de los dos iglesias, junto a la iglesia del Cristo del Consuelo, que ese encuentran en Skelton-on-Ure.

## Historia

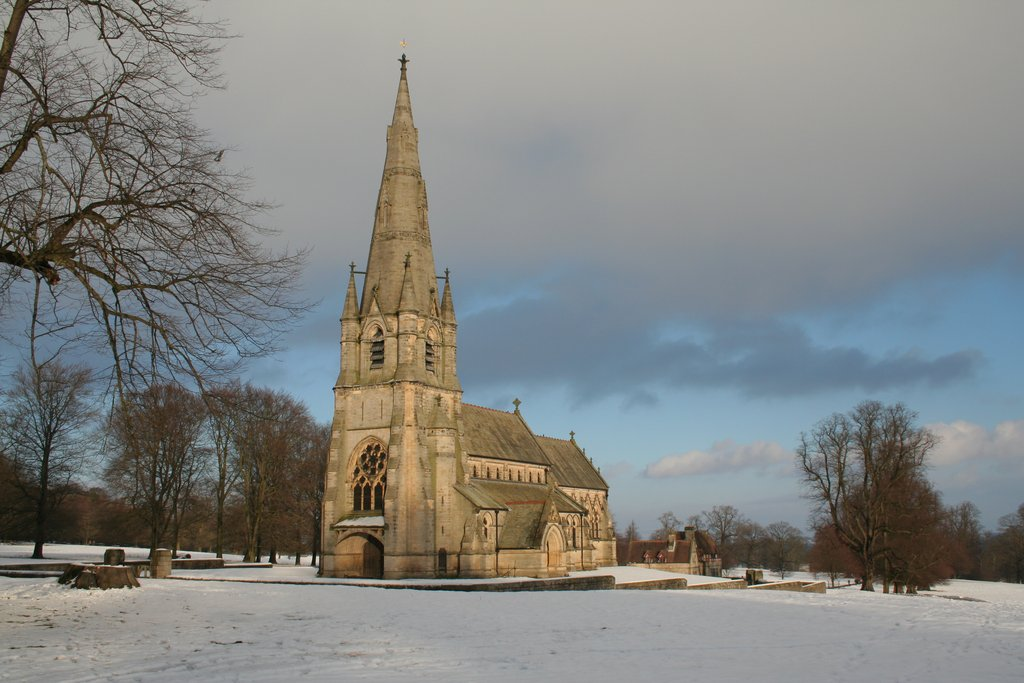
Vista exterior

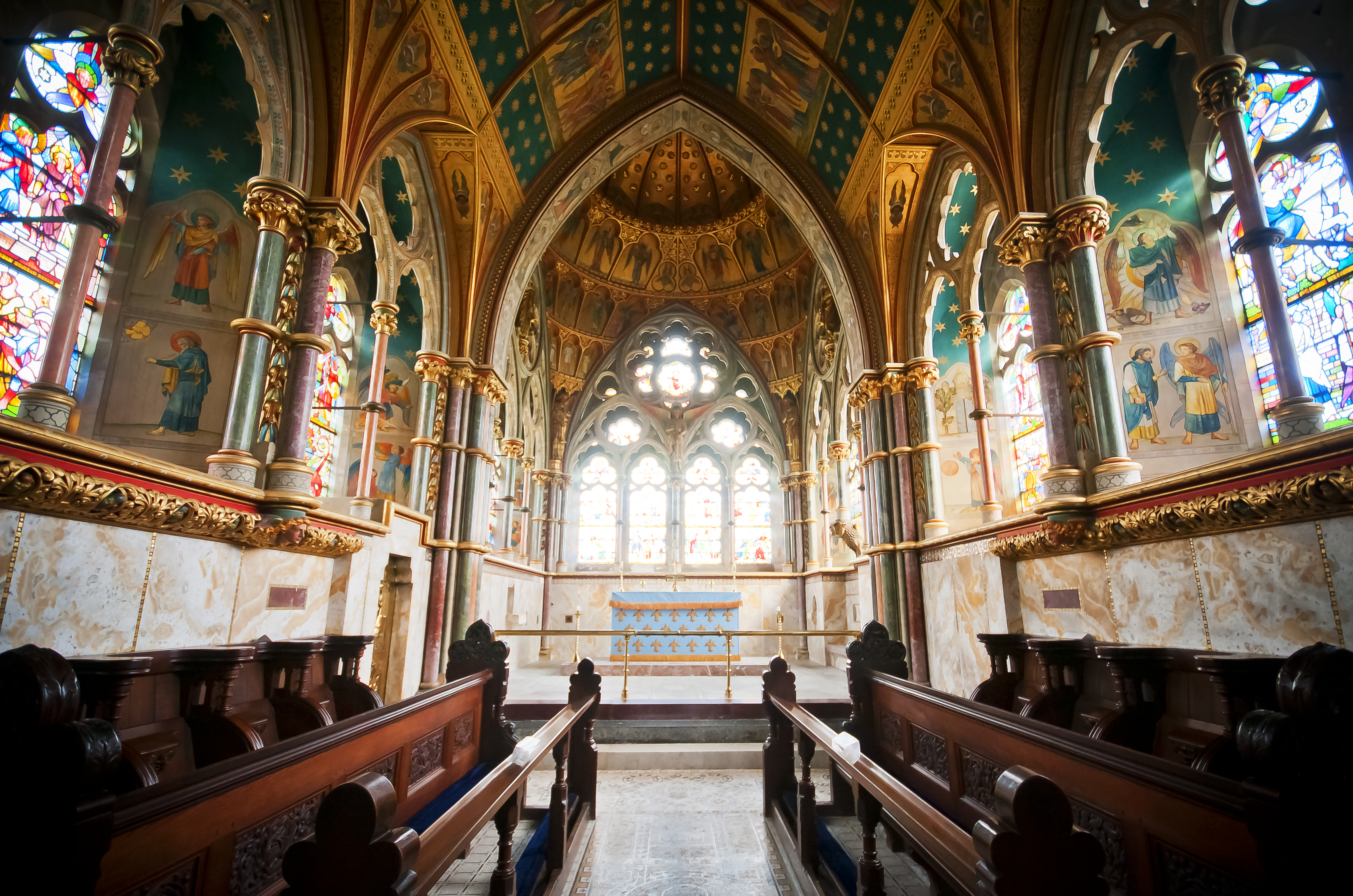
Vista del interior

Frederick Vyner había sido raptado por bandidos griegos en 1870. Se pidió un importante rescate por su liberación pero fue asesinado antes de que se hubiera podido reunir el dinero. Su madre, lady Mary Vyner y su hermana, lady Ripon, usaron entonces ese dinero para construir las dos iglesias en su memoria. La elección de Burges como arquitecto fue debida principalmente a la amistad que existía entre su principal empleador, John Crichton-Stuart, 3.º Marqués de Bute y Vyner, íntimos amigos desde Oxford. La iglesia fue encargada en 1870, los trabajos comenzaron en 1871 y fue finalmente consagrada en 1878.

## Arquitectura y descripción
El diseño de Burges muestra una evolución desde su hasta entonces preferido  estilo francés a un estilo más inglés. Nikolaus Pevsner escribiría sobre la iglesia: "...un santuario victoriano, un sueño glorioso de gótico inglés". 
El interior es espectacular, superando en riqueza y majestuosidad al de Skelton y las vidrieras destacan por su gran calidad. La iglesia de Santa María diseñada por Burges es una "obra maestra eclesiástica".
Para su ejecución, Burges contó con la colaboración de su equipo habitual. La escultura corrió a cargo de Thomas Nicholls, las vidrieras fueron diseñadas por Frederick Weekes y la construcción fue llevada a cabo por la Saunders & Co.
La iglesia está incluida en la lista de edificios de especial arquitectura del Reino Unido.